# Ян из Кент

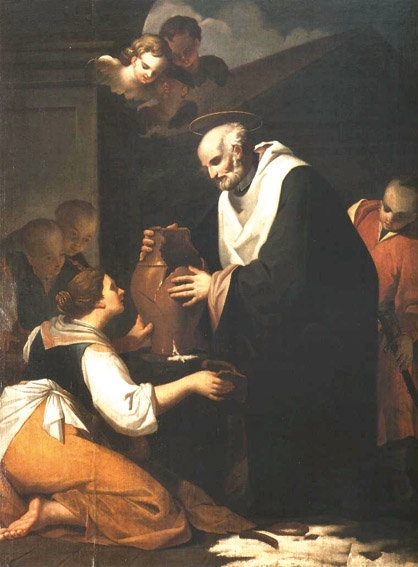
Св. Ян из Кенты

Ян из Кент, настоящее имя и фамилия Ян Ваценга (рус. церк. также Иоанн Кантий, лат. Io(h)annis Cantius, англ. John Cantius, пол. Jan z Kęt, Jan Kanty); 23 июня 1390, Кенты, Польша — 24 декабря 1473, Краков, Польша) — пресвитер, польский святой Римско-католической церкви, бакалавр теологии, кантор университетского костела св. Флориана под Краковом, настоятель базилики св. Андрея в Олькуше .

## Биография
Родился Ян в Кентах, в городке, расположенном в 30 км от Освенцима между Краковом и Бельско-Бялой. После окончания школы в 1413 году он отправился на учёбу в Краковский университет.
В 1415 году получил степень бакалавра вольных наук, а три года спустя в 1418 — степень магистра философии. Стал преподавателем университета. Был рукоположен в сан священника в церкви города Тухув.
С 1421—1429 был приглашен руководить школой при монастыре Ордена Святого Гроба Господнего Иерусалимского в городе Мехуве. Ян Кенты служил одновременно проповедником монастырского костела.
Интересовался музыкой. Найдены его записи небольших фрагментов песен на два голоса, написанных его рукой.
Читал проповеди. В это же время выполнял должность кантора университетского костела св. Флориана и настоятеля базилики св. Андрея в г. Олькуше.
Там же занялся переписыванием рукописей. Этим делом Ян занимался на протяжении всей своей жизни.
В 1429 году Ян из Кенты начал преподавать философию в Ягеллонском университете Кракова, и одновременно там же стал изучать богословие. Будучи профессором читал лекции по трактатам, комментировал логику, затем физику и экономику Аристотеля.
С 1434 г. занимал должность ректора Большого Коллегиума в Кракове. В 1439 получил степень бакалавра богословия.
В 1443 году Ян получил степень магистра теологии. Позже стал лиценциатом и доктором богословских наук.
Принимал участие в разработке учения Жана Буридана об импетусе — движущей способности, запечатлеваемой в брошенном теле, которая в дальнейшем была развита в работах Галилея и Ньютона.
Питался Ян лишь тем, что было абсолютно необходимо для поддержания жизненных сил, отдавая все свои доходы бедным и нуждающимся. Совершил несколько раз паломничество: одно в Иерусалим с желанием стать мучеником из-за гонений мусульман, и четырежды -пешком в Рим.
Он был человеком живой веры и глубокого благочестия. Был широко известен большим милосердием. Не в силах справиться с общей нуждой, отказывался даже от собственной одежды и обуви в пользу бедных. Несмотря на трудолюбивую и покаянную жизнь в постах, которую вел Ян, он прожил 83 года. Общее убеждение людей в его святости привело к тому, что Ян из Кенты сразу же был похоронен в костеле св. Анны под амвоном.
По свидетельству средневекового польского историка и первого биографа святого — Михаила из Мехувa, глубокое смирение и милосердие Яна были отличительной чертой его жизни.
Сохранившиеся рукописи свидетельствуют о его небывалой работоспособности и упорстве. Им рукописи насчитываю более 18 000 страниц. В Ягеллонской библиотеке они хранятся в 15 толстых томах. Собственноручно им переписано 26 кодексов.
В своих проповедях Ян придерживался идеи концилиаризма, сторонником которой оставался до конца жизни.
Известны его подписи Johannes de Kanti, Johannes de Kanty, Johannes Kanti и Joannes Canthy.
Культ святого Яна из Кент жив и по сей день. Он почитается прежде всего как покровитель преподавателей и учащейся молодежи. Ведь он целиком, почти всю свою жизнь — 55 лет, отдал обучению молодежи.

## Прославление
27 сентября 1680 года Ян из Кент был беатифицирован Римским папой Иннокентием XI и канонизирован 16 апреля 1767 года Римским папой Климентом XIII
В Санкт-Петербурге на Васильевском острове по адресу 1-я линия, д. 52, в годы существования там Императорской Римско-католической духовной академии действовала сохранившаяся с утратами каплица (домовая церковь), посвящённая данному святому.